# 伊京根
伊京根是德国巴登-符腾堡州的一个市镇。总面积11.42平方公里，总人口2558人，其中男性1273人，女性1285人（2011年12月31日），人口密度224人/平方公里。